# デンドリマー

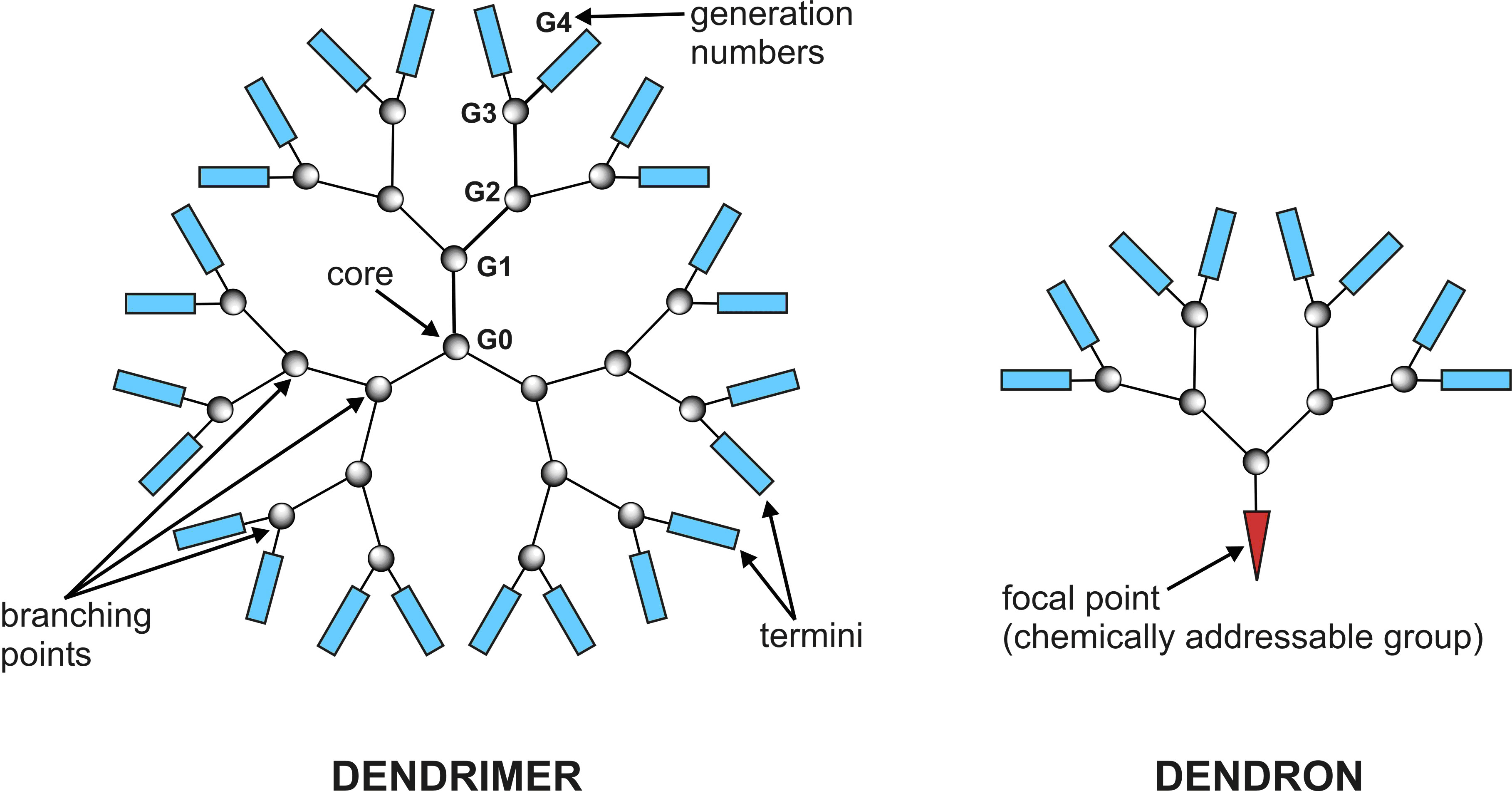
デンドリマー（左）およびデンドロン（右）の一般構造。コアを中心に、規則正しく分岐して、末端に至る。

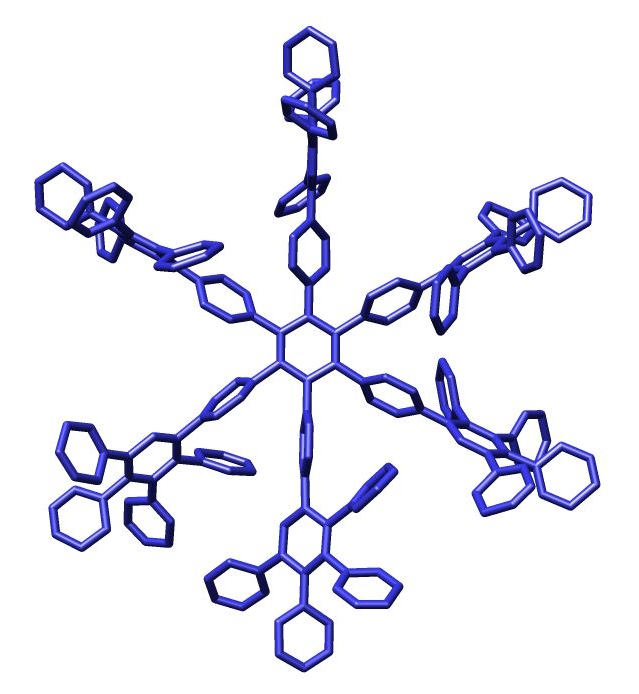
第1世代のポリフェニレンデンドリマーの構造

デンドリマー (dendrimer) は、中心から規則的に分枝した構造を持つ樹状高分子。ギリシャ語で「木」を意味する デンドロン (δένδρον,  dendron) から命名された。
デンドリマーは、コア (core) と呼ばれる中心分子と、デンドロン (dendron) と呼ばれる側鎖部分から構成される。また、デンドロン部分の分岐回数を世代 (generation) と言い表す。デンドリマーとデンドロンが同じ意味で使われる場合もある。
アルボロール、カスケード分子とも呼ばれたが、今ではデンドリマーの語が国際的に受け入れられている。
一般に高分子はある程度の分子量分布を持つが、高世代のデンドリマーは、分子量数万に達するもののほとんど単一分子量であるという際立った特徴を持つ。
また、コアはデンドロンによって覆われており、外界と遮断された環境にあるために、特異な発光挙動や反応性を示すことが見出され、新しい機能物質として期待されている。他の高分子と比べて合成が極めて困難であるため、実用化には至っていない。
ポリアミドアミン構造を持つPAMAMデンドリマーなどは、試薬会社から市販もされている。

## 歴史
分岐を持つ分子が最初に合成されたのは1978年のことで、ドイツのフリッツ・フェクトレによるものだった。これは分岐が1段階のものであり、厳密にはデンドリマーではない。
1981年、アライド・コーポレーションのデンケウォルター（R.G. Denkewalter）らは、不規則ながらも複数段階の分岐構造を持つ高分子を合成した。これも、分岐が不規則なため、厳密にはデンドリマーではない。
ダウ・ケミカルのドナルド・トマリアは1984年、京都のSPSJ International Polymer Conferenceにて、規則的に複数段階に分岐した高分子の合成法について初めて発表した。さらに1985年には特許と論文も発表された。デンドリマーという言葉が初めて使われたのも、1985年のトマリアの論文である。トマリアの方法は、中心から外側に向かって枝を伸ばしていくというものだったので、この方法は「ダイバージェント法」と呼ばれる。
同じ1985年、エモリー大学のジョージ・ニューコムも規則的に複数段階に分岐した高分子を合成している。
1990年、コーネル大学のジャン・フレシェは、外側から内側に枝を伸ばしていき、最後にコアに接着させて球状高分子にするという合成法、「コンバージェント法」を発表している。
その後、デンドリマーに関する報告は急増すると、1985年には2件だったものが、1997年には474件になっている。2005年の時点で発表された科学論文または特許は5000件を超える。

## 特性
デンドリマーは一般には球状の分子であり、対称性が高く、大きさが揃った単分散の分布をしている。そのサイズは、デンドリマーの種類にもよるが、ポリアミドアミンの場合、分子量360のもので1.1ナノメートル、1万のもので4.0ナノメートル、18万のもので9.0ナノメートルほどである。
デンドリマーの物性は、基本的には分子表面の官能基で決まる。しかし、デンドリマー内部の構造も影響する。
デンドリマーの表面の官能基に、荷電した、あるいは親水性の官能基を結合させることにより、デンドリマーを水溶性にすることも可能である。あるいは毒性、結晶化度を調整したり、キラリティーを持たせたり、デンドリマー同士を架橋してテクトデンドリマーとすることもできる。ただし、デンドリマー表面の官能基は比較的高密度に配置されているため、デンドリマー表面に別の分子を付ける場合、付加させる分子同士で立体障害が起こり、必ずしも官能基の全てに付加させることができない場合もある。
デンドリマーの内部に別の機能性分子を閉じ込めること、すなわち分子カプセル化も可能であり、カプセル化デンドリマーなどと呼ばれている。これは生体構造の一種の模倣とも言える。
デンドリマーは、その生成機構、とりわけ、分岐の繰り返し数で分類することもできる。例えば、コンバージェント法（後述）で、3段階の枝分かれをさせた後にコアに結合させた場合、第3世代デンドリマーと呼ぶ。この場合、1世代で分子量はほぼ2倍となる。高次のデンドリマーも、分子表面には反応性が高い官能基を持っているのが普通であり、目的に応じて化学修飾して使うことができる。
高分子量のデンドリマーは、デンドロン化ポリマー、ハイパーブランチポリマー、ポリマーブラシなど、それぞれ別のまとまったテーマとして取り上げられる場合が多い。

## 合成
デンドリマーはうまく合成機構を考えれば、分岐の世代数や分子の大きさを、かなり正確に調整することができる。
デンドリマーの構造は、大きく3つに分けることができる。コア、内部殻、外部殻である。デンドリマーを使って、物質の溶解性、熱安定性の向上や、化学反応の制御をさせるために、それぞれの部分に機能性を持たせる研究が盛んに行われている。
デンドリマーの合成法としては、ダイバージェント法（分岐的合成）とコンバージェント法（収束的合成）の2つが有名である。いずれにしても、次世代の分岐を作るための官能基の保護など、数多くの段階を踏んで合成を進める必要があり、高世代のデンドリマーを作るのは難しい。このため、市販のデンドリマーは一般に非常に高価である。
デンドリマーを作るのはかなり難しいため、合成販売している会社は数少ない。ポリマーファクトリースウェーデンAB社は、生体適合性を持つbis-MPAデンドリマーを販売している。また、アメリカのデンドリテック社は、PAMAMデンドリマーをキログラム単位という比較的大量に提供できるメーカーである。また、アメリカのデンドリティック・ナノテクノロジーズ社も、PAMAMを始めとするデンドリマーを取り扱っている。

### アルボロール

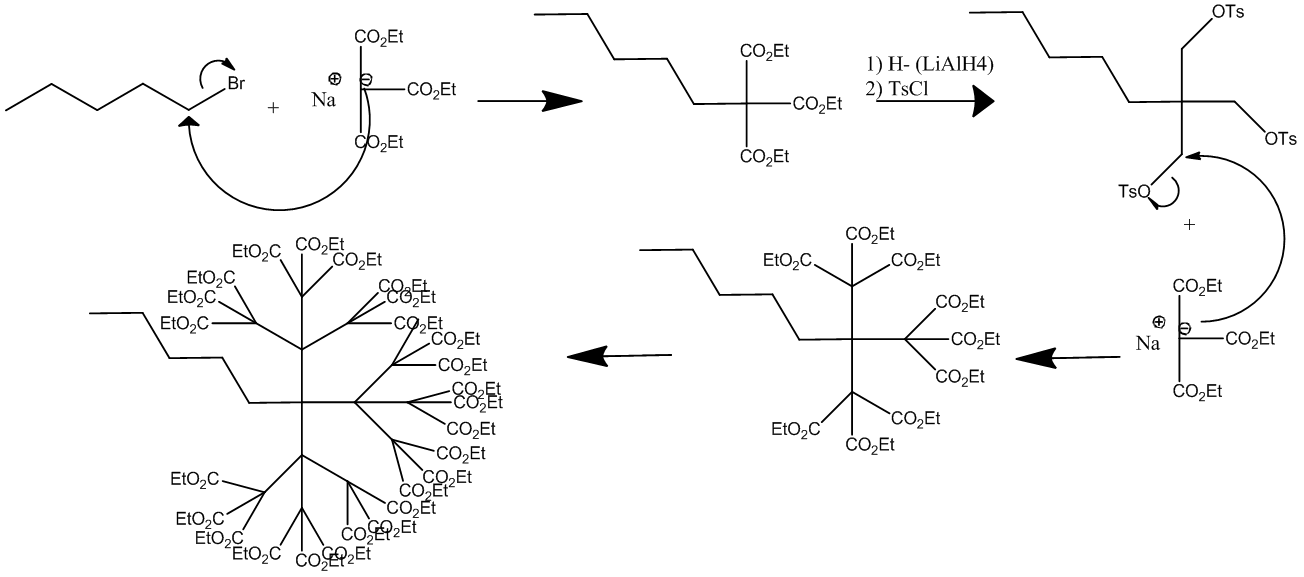
第2世代アルボロールの合成

1985年にジョージ・ニューコムにより発表されたデンドリマーが、最初期に合成されたデンドリマーの一つである。なお、ニューコムはこの分子をデンドリマーではなく「アルボロール」と呼んでいた。合成は（図参照）、N,N-ジメチルホルムアミドとベンゼンの混合溶媒中で、1-ブロモペンテンにトリエチルソジオメタントリカルボキシラートを反応させる、求核置換反応から始められる。生成したエステル基は、水素化アルミニウムリチウム（H-(LiAlH4)）でヒドロキシ基にする。さらに、塩化パラトルエンスルホニル（TsCl）でアルコール基をトシル基とピリジンに変える。すると、トシル基を脱離基として、再びトリエチルソジオメタントリカルボキシラートを求核置換させることができるため、第2世代の分岐を生成させることができる。これを繰り返すことで、さらに高次のアルボロールを作ることができる。

### ポリ（アミドアミン）
ポリ（アミドアミン）（PAMAM）はおそらく最も良く知られたデンドリマーである。PAMAMのコアにはジアミン（特にエチレンジアミン）が使われる。ジアミンにアクリル酸メチルを入れると、マイケル付加により、アミノ基の4つの水素の位置に、アクリル酸メチルがそれぞれ結合する。これが第0世代のPAMAMである。アクリル酸メチルのエステル基の位置に、ジアミンを結合させることができるため、ここを起点に次世代のデンドリマーを作ることができる。この方法には、連続的に高世代のデンドリマーを作れるという特徴がある。
PAMAMは世代が上がるごとに、その性質も少しずつ変わっていく。第2世代までのPAMAMは、分子構造が柔らかい。これが第3世代、第4世代になってくると、PAMAMの構造は外側の殻のような部分と、内部の空洞のような部分とに分かれてくる。さらに第7世代以上になると、外側の殻の部分に原子が密集してくるため、デンドリマー分子は、まるで固体粒子のような状態となる。単なる固体粒子とは異なり、デンドリマーの表面には多くの官能基が存在するため、クリックケミストリーへの応用が期待されている。

### ダイバージェント法

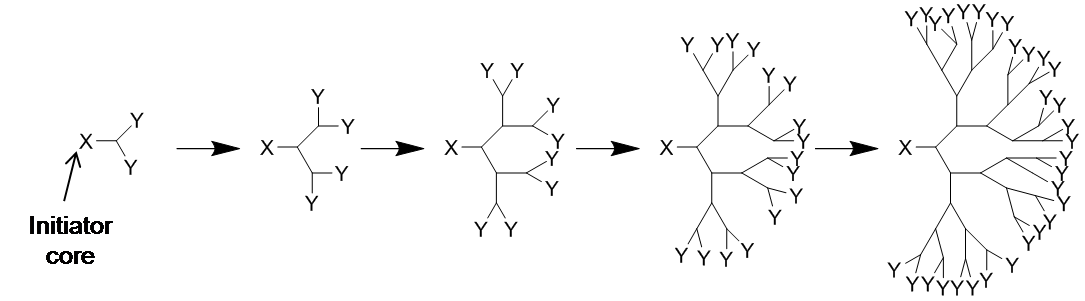
ダイバージェント法の模式図

ダイバージェント法では、官能基を複数持つ分子をコアに使い、そこから枝を伸ばすことで合成を進めていく。枝を伸ばすのにはマイケル付加が使われることが多い。
ダイバージェント法では、反応で使われるべき官能基が未反応のまま残っていると、最終的な分岐の数と長さが枝ごとに異なる不完全なものになることがあるので、反応には完全性が求められる。不完全なデンドリマーが混じっていると、デンドリマーの特性が落ちる場合があるが、サイズにはそれほど違いが無いため、設計通りにできたデンドリマーと不完全なデンドリマーとを分離するのは非常に難しい。
この方法で合成されるデンドリマーには、PAMAMデンドリマー、ポリプロピレンイミンデンドリマー、ポリリシンデンドリマーなどがある。

### コンバージェント法

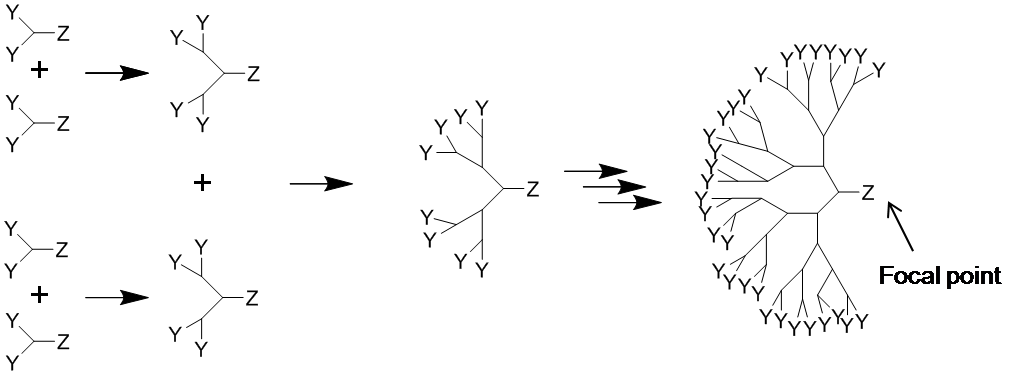
コンバージェント法の模式図

コンバージェント法では、デンドリマーの外殻となる部分から内側に向かってデンドロンの合成を進めていき、最後にコアにいくつかのデンドロンを結合させて完成させる。この方法は、合成経路の途中で不純物を取り除きやすいため、同じ大きさのデンドリマーを合成するのに適している。デンドロンをコアに結合させるときに、部品であるデンドロン同士が立体障害を起こすため、大きなデンドリマーを作るのが難しいとされる。
コンバージェント法であれば、一つのコアに末端基の異なる複数種類のデンドロンを付けることもできる。
この方法で合成されるデンドリマーには、ポリフェニルエーテルデンドリマーなどがある。

### クリックケミストリー

ミューレンが1996年に発表したDA反応を使ったデンドリマー合成

デンドリマーの合成にクリックケミストリーを利用できる。ディールス・アルダー反応を使う方法、 チオール‐イン反応を使う方法、ヒュスゲン環化付加を使う方法などがある。例えば、ミューレンは1996年にディールス・アルダー反応を使ってポリフェニレンデンドリマーを合成している。

## 利用

### 薬剤輸送

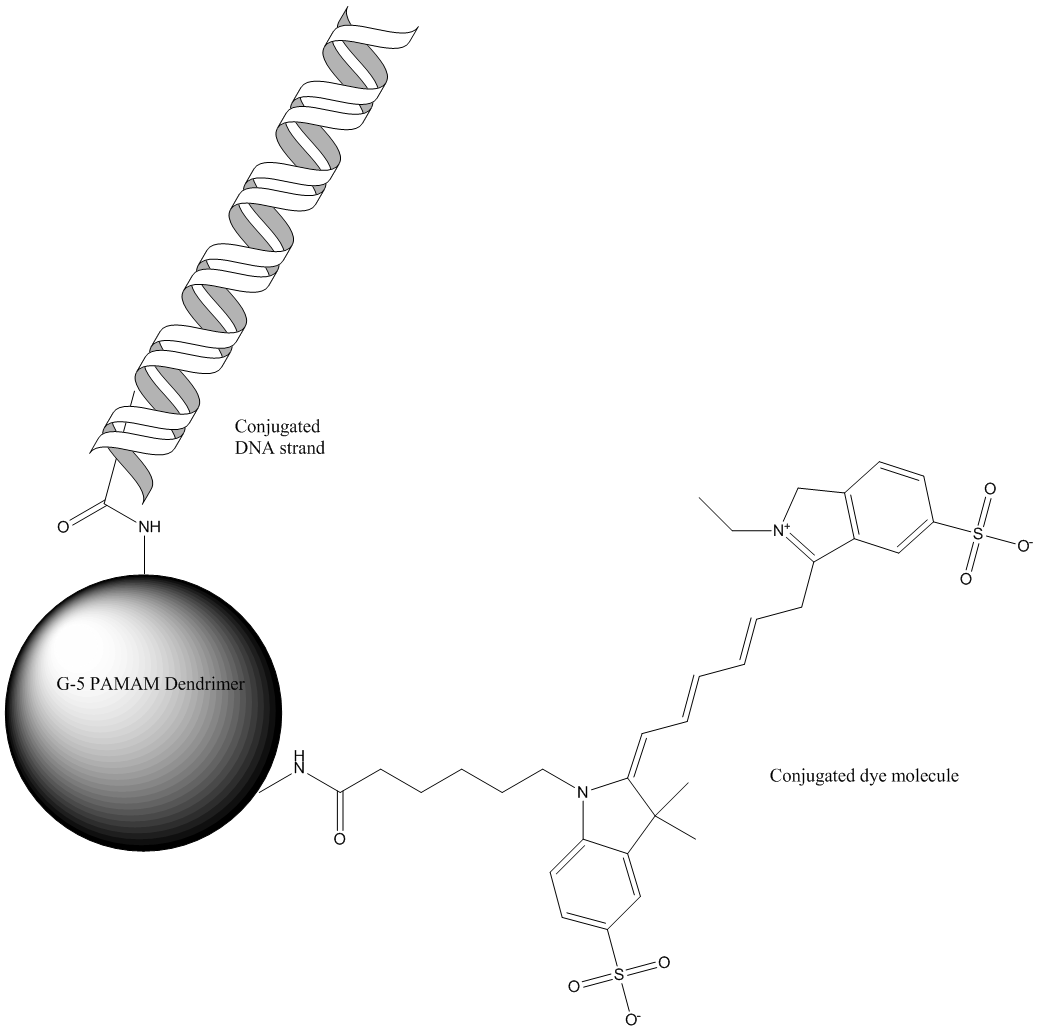
第5世代PAMAMデンドリマーと結合された染料分子とDNA鎖

天然由来の薬剤を体内に輸送するのに使える高分子の開発は重要だと考えられており、デンドリマーは疎水性の化合物をカプセル化するため、あるいは制ガン剤の輸送のためなどに開発されている。デンドリマーの特徴、例えば単分散性、水溶性、カプセル化能力、周囲に数多くの官能基を付けられる性質などは、薬剤の輸送に適している。デンドリマーを薬剤輸送に使う方法は3つある。1つ目は、デンドリマー表面に薬剤を化学結合させてプロドラッグとして使う方法。2つ目は薬剤をイオン相互作用つまり静電力で付ける方法。3つ目は薬剤を内包させたデンドリマー同士を結合させミセル化した超分子として使う方法である。
デンドリマーは、疎水性の薬剤を内包して水溶性を上げるなど、薬物動態学の観点から重要な物質と考えられている。デンドリマーは、抗レトロウイルス活性物質を適度に投与するための物質として期待されている。デンドリマーを使えば、ガン細胞にだけ目的の薬剤を取り込ませ、保持させるようなこともできると分かってきている。
一般に、デンドリマーに内包できる薬剤の量はデンドリマーの世代が高いほど多くなるので、比較的高い薬用量の場合に効果を発揮する。特に、ガン組織や特定器官系に薬剤を投与する手段として研究が進められている。このため、薬物輸送研究のため、最終的には医療現場で使うためのデンドリマー開発も試みられている。
また、薬剤を内包して使う場合、細胞内で薬剤が放出されるよう設計しなければならない。そのため、エンドサイトーシスを利用して細胞内に取り込まさせ、細胞内の弱酸性環境で開裂するよう設計されたデンドリマーの研究も進められている。

### 遺伝子配送
一般に、デオキシリボ核酸（DNA）を細胞の目的の部位に送り込むには、多くの課題がある。そこで、デンドリマーを使って、遺伝子を、傷つけたり不活性化したりすることなしに細胞に送り届ける研究も進められている。DNAをデンドリマーとの複合体にし、水溶性ポリマーを使ってミセル化後、さらに機能性ポリマーフィルムに塗布あるいは挟み込むことで、脱水状態でもDNAの活性が落ちず、トランスフェクションが容易になる。この考えを応用して、PAMAMデンドリマーとDNAの複合体が、生化学基質に結合された遺伝子を運ぶための機能性生分解性ポリマーとして用いることが研究されている。その研究によれば、高速に分解する機能性ポリマーが、局所的なトランスフェクションを起こすのに役立つことが示唆されている。

### 化学センサ
デンドリマーを物質を検出するためのセンサの一部として使うことも検討されている。例えば、ポリプロピレンイミンを水素イオン及び水素イオン指数（pH）の検出に、硫化カドミウム/（ポリプロピレンイミン テトラヘキサコンタアミン）の第5世代デンドリマー複合体を蛍光性を持つ量子ドットとして、第1および第2世代のポリプロピレンアミンを光検出素子として使うことが研究されている。

### 代替血液
デンドリマーを代替血液として使うことも検討されている。デンドリマーの立体構造を利用してヘム様物質を作ると、通常のヘムと比べてかなり分解が遅くなるため、細胞毒性を減らすことができる。

### 触媒
デンドリマーに触媒機能を持たせた場合、分子設計を工夫することで、触媒活性の低下を抑えることができ、副生成物の生成を抑えることもでき、あるいは同じ触媒原理でも反応をより速くし、反応系からの分離が容易であるといった特性が期待されている。

### ナノ粒子製造
デンドリマーを使って、単分散の金属ナノ粒子を作ることもできる。水溶性デンドリマーの溶液に、金属イオンを添加すると、デンドリマー表面の第三級アミンが持つ孤立電子対との間に錯体を作る。その後、金属イオンを還元して金属に戻すと、デンドリマーに包まれた金属ナノ粒子、すなわちデンドリマー内包ナノ粒子となる。これをトルエンなどに溶かして金属ナノ粒子を取り出すこともできる。純金属粒子以外にも、シリカナノ粒子や二酸化チタン微粒子の合成例も報告されている。